# La Pucelle: Tactics
La Pucelle: Tactics, pubblicato in Giappone come La Pucelle: La leggenda della integerrima di luce (ラ・ピュセル 光の聖女伝説?, La Pyuseru hikari no seijo densetsu), è un videogioco tattico e di ruolo, uscito nel gennaio 2002 in Giappone, nel maggio 2004 in Nord America e nell'aprile 2005 in Europa: entrambe le versioni sono state distribuite su PlayStation 2.
Una conversione per PlayStation Portable è uscita esclusivamente in Giappone nel novembre 2009 con il titolo La Pucelle Ragnarok. Questa versione del gioco è stata distribuita, insieme a Rhapsody: A Musical Adventure, nella raccolta Prinny Presents NIS Classics Volume 3 per Nintendo Switch e Microsoft Windows.

## Trama
La Pucelle narra la storia di una chiesa della cittadina di Pot a Feu, collocata nel regno di Paprica. Oltre alle regole ed ai doveri usuali del pieve, uno squadrone di abili combattenti, i Caccia Demoni, chiamati La Pucelle, provvedono all'annichilimento di creature empie.
La vicenda si concentra sulla maturazione interiore di due nuovi membri: Prier, sedicenne, ed il fratello ventenne Culotte.
È risaputo che il Principe Tetro, servo sostenuto dall'angelo decaduto Calamity, sorgerà per castigare il regno. Leggende narrano che la veglia del Principe verrà contrastata da una Vergine Immacolata, restauratrice l'equità di Luce e Ombra. Prier aspira a formarsi come ventura Vergine Immacolata.
Il gioco è suddiviso in capitoli. Ogni capitolo può terminare in una determinata fine, determinata dalla modalità di gioco optata dal giocatore e dalle informazioni accaparrate durante lo svolgimento del capitolo.

### Portale Oscuro ed Energia Oscura
I portali oscuri sono delle soglie per il Mondo Oscuro. Comunemente rilasciano flussi di energia oscura, sparsa sul terreno, sino a che incontra un nemico o personaggio. Ostacoli solidi terminano l'avanzata, quindi il flusso defluisce verso i personaggi oppure i nemici ai lati.
Un personaggio di spalle all'energia non riuscirà ad assorbirla, fungendo da blocco. Se lasciato sbloccato a lungo, il portale aumenta la quantità di nemici affrontabili di una unità.
- Rossa+blu = Porpora (Ausilio)
- Rosso+Verde = Giallo (Luce)
- Blu+Verde = Acqua Marina (Cura/Purificazione)
- Rosso+blu+verde = Bianca (Santa)

Quando due flussi si intersecano, il più vicino al portale dirigerà il più lontano nella sua direzione. Oggetti chiamati Change-ups possono essere usati per forzare il percorso dell'energia.